# Weissia edentula
Weissia edentula là một loài Rêu trong họ Pottiaceae. Loài này được Mitt. miêu tả khoa học đầu tiên năm 1859.